# 燕形帮斗蛤
燕形帮斗蛤（学名：Pandora otukai），是笋螂目屠刀蛤科帮斗蛤属的一种。

## 形态
壳型较小，白色，两壳密闭，前、后不等，两壳亦不相等；左壳较凸，而且大于右壳，右壳扁平，为左壳所抱。

## 分佈
本物種分佈於西北太平洋的冷水團範圍，包括日本的10—300 m、南韓及
中国大陆黃海中部水深36-90公尺軟泥底。

## 外部連結
- 維基物種上的相關：燕形帮斗蛤